# Mišti doi

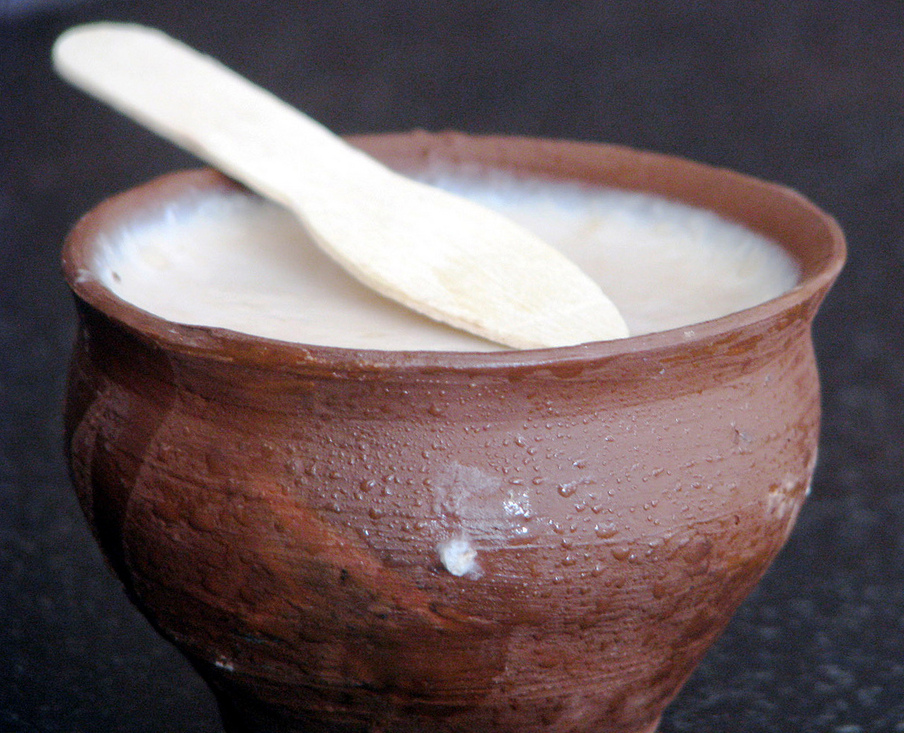
Mišti doi

Mišti doi (bengálsky মিষ্টি দই) je fermentovaný sladký jogurt pocházející z Indického subkontinentu, z oblasti Bengálska. Běžně se vyrábí v indických státech Západní Bengálsko, Tripura a Ásám a také v Bangladéši. Vyrábí se z mléka a cukru nebo jaggery. Od bílého jogurtu se liší technikou přípravy. Existuje mnoho lokálních variant mišti doi. Mezi oblíbené patří sladké tvarohy z Nabadwipu, Kalkaty, Bogry a dalších míst.
Mišti doi se připravuje tak, že se mléko vaří, dokud mírně nezhoustne. Poté se osladí cukrem. Používá se buď hnědý cukr (gura) nebo datlová melasa (khejur gura). Směs se nechá přes noc fermentovat. K výrobě se tradičně používají nádoby z kameniny, protože postupné odpařování vody přes její porézní stěny nejen dále zahušťuje jogurt, ale také vytváří správnou teplotu pro růst jogurtové kultury.